# Naches (Washington)
Naches es un pueblo ubicado en el condado de Yakima en el estado estadounidense de Washington. En el año 2000 tenía una población de 643 habitantes y una densidad poblacional de 616,2 personas por km².

## Geografía
Naches se encuentra ubicada en las coordenadas 46°43′45″N 120°41′57″O / 46.72917, -120.69917.

## Demografía
Según la Oficina del Censo en 2000 los ingresos medios por hogar en la localidad eran de $42.083, y los ingresos medios por familia eran $47.679. Los hombres tenían unos ingresos medios de $28.750 frente a los $22.961 para las mujeres. La renta per cápita para la localidad era de $15.084. Alrededor del 11,0% de la población estaban por debajo del umbral de pobreza.